# Rockaréna
A Rockaréna egy magyar rockfesztivál, amelyet két alkalommal rendeztek meg: 2007-ben és 2008-ban. Helyszíne a Papp László Budapest Sportaréna volt.

## 2007
A 2007. február 2-3-án tartott első Rockaréna fesztiválon főképp a hetvenes-nyolcvanas évek meghatározó magyar hard rock együttesei játszottak.

### Első nap
- Lord
- Boxer
- Hobo Blues Band
- Edda Művek
- Bikini
- Skorpió

### Második nap
- Fáraó
- Deák Bill Blues Band
- Beatrice
- P. Mobil
- Karthago
- Korál

## 2008
A 2008. március 7-8-án megtartott Rockaréna 2 vegyesebb kínálatú volt, mint elődje, képviseltette magát a folk-rock, a heavy metal és a fiatalabb generáció is, továbbá volt egy nemzetközi meglepetés vendég is a fellépők között.

### Első nap
- Török Ádám és a Mini
- Zorall
- Deák Bill Blues Band
- Ős-Bikini
- Beatrice
- SBB

### Második nap
- Vörös István és a Prognózis
- Zanzibar
- Kormorán
- Bikini
- Karthago
- Pokolgép